# Carl Kupferschmid
Carl Kupferschmid (1951) es un deportista suizo que compitió en triatlón.
Ganó una medalla de bronce en el Campeonato Europeo de Triatlón de Larga Distancia de 1989. Además, obtuvo una medalla de bronce en el Campeonato Mundial de Ironman de 1985.

## Palmarés internacional
| Campeonato Europeo | Campeonato Europeo  | Campeonato Europeo | Campeonato Europeo |
| Año                | Lugar               | Medalla            | Prueba             |
| ------------------ | ------------------- | ------------------ | ------------------ |
| 1989               | Rødekro (Dinamarca) | Medalla de bronce  | Individual         |

| Campeonato Mundial | Campeonato Mundial     | Campeonato Mundial | Campeonato Mundial |
| Año                | Lugar                  | Medalla            | Prueba             |
| ------------------ | ---------------------- | ------------------ | ------------------ |
| 1985               | Hawái (Estados Unidos) | Medalla de bronce  | Individual         |